# Vladimir Knichal
Vladimir Knichal (1908 – 1 de novembro de 1974) foi um matemático tcheco.
Estudou matemática e física na Universidade Carolina em Praga, de 1925 a 1930, onde foi após a graduação lecturer. Quando as universidades da Repúbica Tcheca foram fechadas pelos nazistas durante a Segunda Guerra Mundial foi professor em escolas secundárias em Praga.
Em 1961 foi eleito membro correspondente da Academia de Ciências da Tchecoslováquia, onde foi orientador de Ivo Babuška e Otto Vejvoda.